# 宇宙人ポール
『宇宙人ポール』（Paul）は、2011年のイギリス・アメリカのSFコメディ映画である。監督はグレッグ・モットーラ、脚本・出演はサイモン・ペッグとニック・フロスト、宇宙人ポールの声はセス・ローゲンである。PG12指定作品。

## あらすじ
コミックオタクのイギリス人のグレアム・ウィリー（サイモン・ペッグ）とクライヴ・ゴリングス（ニック・フロスト）の二人はコミコン・インターナショナルを訪れるためにキャンピングカーでアメリカ旅行をしていた。二人がネバダ州のエリア51付近を通過したところ、宇宙人のポール（声：セス・ローゲン）と出会う。

## 登場人物
グレアム・ウィリー
演 - サイモン・ペッグ、日本語吹替 - 横島亘
本作の主人公。イギリス人。クライヴの小説の挿絵を描いているイラストレーター。クライヴとは幼いころからの親友で、同じSFオタク。クライヴが時々話すクリンゴン語を話せないものの理解できる。初めてポールと会ったときにクライヴは気絶してしまったが、グレアムは平気だった。物語終盤、ムーアクロフトでモーゼのショットガンからポールを庇って流れ弾を受け、絶命してしまうが、ポールの能力で生き返った。その後、クライヴと共にポールを主役にした小説を出版、SF小説の賞を受賞し売れっ子の仲間入りを果たした。
クライヴ・ゴリングス
演 - ニック・フロスト、日本語吹替 - 茶風林
もう一人の主人公。同じくイギリス人。SF小説家。グレアムとは幼いころからの親友で　同じ趣味。いつも一緒にいるため、ゲイとよく間違われる。のちに旅仲間になるポールとルースを最初は快く思っていなかったが、それはグレアムが自分より先に仲良くなっていることに腹を立てているだけであり、嫌っているわけではない。冒頭では、小説家としての知名度は低かったが、終盤では、グレアムと共に売れっ子作家になった。SF好きが高じてか、スタートレックに登場する架空言語「クリンゴン語」を話せる。
ポール
声 - セス・ローゲン、日本語吹替 - 遠藤純一
物語のキーパーソン。60年間も政府に幽閉されていたグレイ（宇宙人）。様々な特殊能力を持ち、自身の姿を消したり、他者の脳に情報を伝達したり、他者の病気や怪我を自身に移し治癒する能力を持つ。地球暮らしが長いのもあってか、英語はもちろん汚い言葉と嗜好品に堪能した陽気なおっさんのような性格で、サンダルに半ズボンのみのラフな格好をしている。もともと地球へは科学的調査でやってきたが、UFOが墜落し囚われの身になった。「ポール」という名前は、その墜落に巻き込まれたタラの飼い犬からもらったもの。長年政府に協力し『X-ファイル』や『E.T.』などのポップカルチャーにも助言を与え貢献してきたが、ポールの能力を欲した政府により解剖されることになったため、内通者の協力を得て脱出を図る。ちなみに車の運転が下手。
ゾイル捜査官
演 - ジェイソン・ベイトマン、日本語吹替 - 茶花健太
政府のエージェント。上司のビッグ・ガイや、部下のオライリーとハガードに振り回されながらもポールたちを執拗に追いかけるが、実は彼こそがポールの内通者で、ポールから後の妻となる女性を紹介してくれたことから恩を感じている。本名はロレンゾ・ゾイルで映画『ロレンツォのオイル/命の詩』と似ていると呆れられる。事件後は政府を辞め、コミコンの警備スタッフを務めていた。
ルース・バグス
演 - クリステン・ウィグ、日本語吹替 - 日野由利加
家族経営のRVパークで受付嬢をしている女性。誘拐される形で旅仲間になる。キリスト教徒である父親の影響で、当初は進化論や宇宙人の存在を否定しており、ポールのことを最初は「悪魔」と思っていた。病気で左目を失明しており、片方にサングラスのレンズを入れた眼鏡をかけていたが、ポールが能力で左目を治してくれたことをきっかけに、考えを改め、宇宙人の存在を認め、今まで口にしてこなかった卑語（汚い言葉）を言うようになる。その後、グレアムと付き合い始め、ブーシのコスプレでコミコンに参加していた。
ハガード捜査官
演 - ビル・ヘイダー、日本語吹替 - 加藤拓二
ビッグ・ガイからオライリーとともにゾイルの下で動けと指示される捜査官。
タラ・ウォルトン
演 - ブライス・ダナー、日本語吹替 - 滝沢ロコ
60年前、ポールが最初に接触した人間（接触当時は少女）。深手を負ったポールを手当し、墜落に巻き込まれた犬の名前をポールに与えた名付け親でもある。政府が墜落事件を隠蔽した後は周囲から変人扱いをされるようになり、老人になった今は家にこもり、自分用のマリファナ（アメリカでは州によって嗜好用、医療用で吸えるところがある）を育てながら日々を過ごしている。
オライリー捜査官
演 - ジョー・ロー・トルグリオ、日本語吹替 - 魚建
ビッグ・ガイからハガードとともにゾイルの下で動けと指示される捜査官。グレアムやクライヴと同じSFオタクだが、ハガード同様、ポールの存在を知るや否や、血相を変えてポールを殺そうとする。物語終盤に大火傷を負うも生き延びており、グレアムとクライヴの小説の受賞を祝福していた。
モーゼ・バグス
演 - ジョン・キャロル・リンチ
ルースを男手一つで育てた父親。厳格かつ偏狭的なキリスト教徒で、グレアムたちと話に花を咲かせるルースを「喋りすぎだ」と𠮟りつけるほど。ルース同様、ポールを「悪魔」とみなし問答無用で射殺しようとする。ルースが誘拐された当初はその捜索をゾイルに任せていたが、ゾイルらの無線を傍受して彼らを信用できないと判断し、ショットガンと聖書を片手に娘を取り返さんとポールたちを執拗に追いかける。終盤、ポールを庇ったグレアムをショットガンで誤射してしまい呆然自失としていたが、ポールが能力でグレアムが生き返らせるのを目の当たりにして今までの態度を翻し「神の癒しの手」と褒め称えた。
パット・スティーヴンソン
演 - ジェーン・リンチ
グレアムたちが立ち寄るダイナーの女主人。
ガス
演 - デヴィッド・ケックナー
グレアムとクライヴに難癖をつけたレッドネック。
ジェイク
演 - ジェシー・プレモンス
グレアムとクライヴに難癖をつけたレッドネック。ガスと行動を共にしている。
ビッグ・ガイ
演 - シガニー・ウィーバー、日本語吹替 - 弥永和子
逃げたポールをゾイルを使って連れ戻そうとする政府の人間。ポールのことを「モーク(Mork)」と呼ぶ（ポールはその呼び名を嫌っている）。
終盤に部下を伴い登場するもタラに殴られ気絶、グレアムの蘇生中に目を覚まし、ポールを殺そうとするが迎えの宇宙船の下敷きになった。
アダム・シャドウチャイルド
演 - ジェフリー・タンバー、日本語吹替 - 玉野井直樹
グレアムとクライヴが夢中になっている大物SF作家、二人曰くかなり強烈な性格。
カメオ出演
- 本人の声 - スティーヴン・スピルバーグ[8][9]
- コーリー・ウォーカー（英語版）[10]
- ロバート・カークマン[10]
- ライアン・オットレー（英語版）[10]

## 製作
ペッグとフロストは脚本執筆のために実際に2人でアメリカ各地を旅し、そこで得たアイデアを加えた。
主要撮影は2009年9月9日に完了し、追加撮影は2010年7月にニューメキシコ州アルバカーキのコンベンションセンターにて2010年のコミコンに似せた舞台美術を使って行われた。

## 公開
ワールド・プレミアは2011年2月7日にロンドンで行われた。
日本語タイトルはtwitterとメールで募集された中から選ばれた。

### マーケティング
2010年10月18日にティーザー予告が公開された。ティーザー予告ではグローヴァー・ワシントン・ジュニアの「クリスタルの恋人たち」、プロディジーの"Run With the Wolves"が使われた。
アメリカ版予告編ではクリーデンス・クリアウォーター・リバイバルの"It Came Out of the Sky"、ディーヴォの"Human Rocket"、エレクトリック・ライト・オーケストラの"All Over the World"が使われた。

## 評価
Rotten Tomatoesでは205件のレビューで70%が支持し、平均点は10点中6.3点となった。